# Nervo espinhal cervical 1
O nervo espinhal cervical 1 (C1) é um nervo espinhal do segmento cervical. C1 carrega predominantemente fibras motoras, mas também um pequeno ramo meníngeo que fornece sensação a partes da dura-máter ao redor do forame magno (via ramos dorsais).
Origina-se da coluna vertebral acima da vértebra cervical 1 (C1).
A raiz dorsal e o gânglio do primeiro nervo cervical podem ser rudimentares ou totalmente ausentes.
Os músculos inervados por este nervo são:
- Músculo genio-hióideo - através do nervo hipoglosso
- Músculo reto da cabeça anterior
- Músculo longo da cabeça (parcialmente)
- Músculo reto lateral da cabeça
- Músculo Splenius cervicis (parcialmente)
- Músculo reto posterior maior da cabeça
- músculo levantador da escápula (parcialmente)
- Músculo tireo-hióideo – através do nervo hipoglosso
- Omo-hióideo – através da Ansa cervicalis
- Esterno-hióideo – através da Ansa cervicalis